# Weidschober
Der Weidschober (mundartlich Woadschober oder Wadschober) ist ein 1789 m ü. A. hoher Berg in den Schladminger Tauern auf der Grenze zwischen den österreichischen Bundesländern Salzburg und Steiermark. Er bildet die zweithöchste Erhebung des Überlings.

## Lage und Umgebung
Der Weidschober erhebt sich im Zentrum des mittelgebirgigen Überlings auf der Landesgrenze zwischen Salzburg und der Steiermark. Der Gipfel liegt vier Kilometer ostsüdöstlich des acht Meter höheren Wengerkopfes. Unweit der Erhebung erstreckt sich sonnseitig das 32 Hektar große Überlingmoos, das gemeinsam mit neun anderen Mooren Teil eines Ramsar-Schutzgebietes ist. Rund einen halben Kilometer südöstlich des Gipfels liegt mit der „Langen Brücke“ ein weiteres Moor. Von den Feuchtbiotopen abgesehen, ist die Gegend um den Weidschober forst- und weidewirtschaftlich stark beansprucht. Die Salzburger West- und Südseite des Berges gehört zur Gemeinde Tamsweg und ist Teil des Biosphärenparks Lungau-Nockberge sowie des Landschaftsschutzgebietes Niedere Tauern.

## Geologie und Geomorphologie
Wie der Rest des Überlings gehört der Weidschober geologisch zum Kristallinkomplex der Niederen Tauern und besteht hauptsächlich aus Glimmerschiefer. Vereinzelt treten Amphibolit- und Marmorbänder auf. Wie auch der Wengerkopf ragt der Gipfel als mäßig steile Kuppe aus der glazial geprägten und daher eher sanften Landschaft hervor, die im westlichen Teil ein weitläufiges Plateau bildet.

## Aufstieg

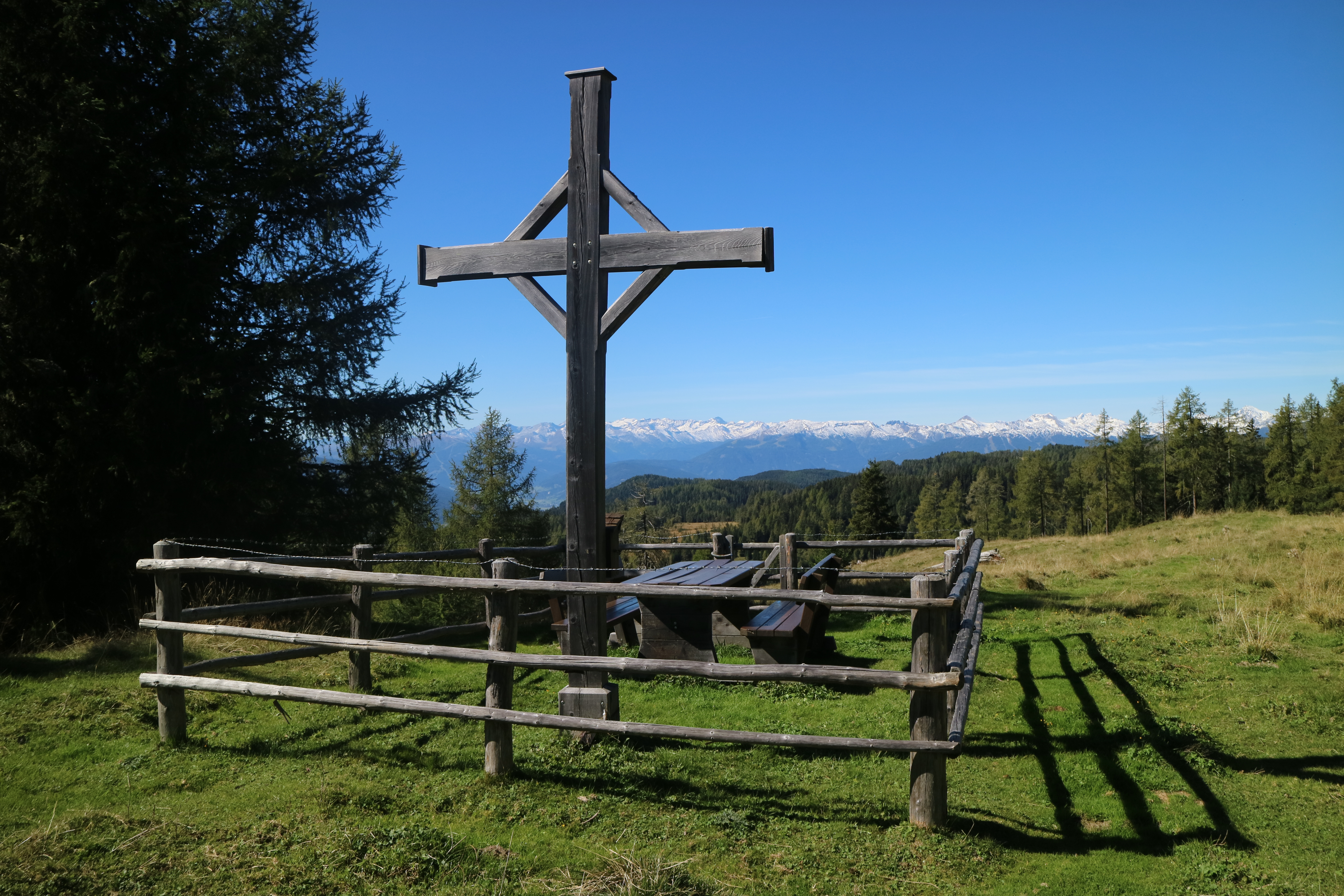
Gipfelkreuz auf dem Weidschober

Der Weidschober lässt sich von zwei Seiten aus auf markierten Wanderwegen erreichen. Als nächste Ausgangspunkte können der Schattensee im Krakauer Hochtal und der Gasthof Preberhof im Tal des Freisterbaches dienen. Der Aufstieg erfolgt größtenteils über Forststraßen und dauert jeweils etwa 1¾ Stunden. Aus dem Krakautal führt außerdem ein markierter Höhenweg über den östlichen Teil des Überlings (Schattnerberg – Etzbichl – Schrenkenbichl), der von den Ortschaften Krakauschatten, Oberetrach und Unteretrach aus erreichbar ist. Eine Lichtung westlich des Gipfelkreuzes gewährt Blicke auf das langgestreckte Überlingmoos und den östlichen Abschluss der Hohen Tauern.
Das Überlinger Plateau zwischen Weidschober und Wengerkopf kann auf ausgetreten, aber unmarkierten Pfaden überquert werden. Ausgehend von Prebersee oder Schattensee nimmt die Strecke 4 bis 4½ Stunden in Anspruch und erfordert neben festem Schuhwerk vor allem gutes Orientierungsvermögen. Die Moore sollten zur Vermeidung von Trittschäden nicht betreten werden.